# Finisterra

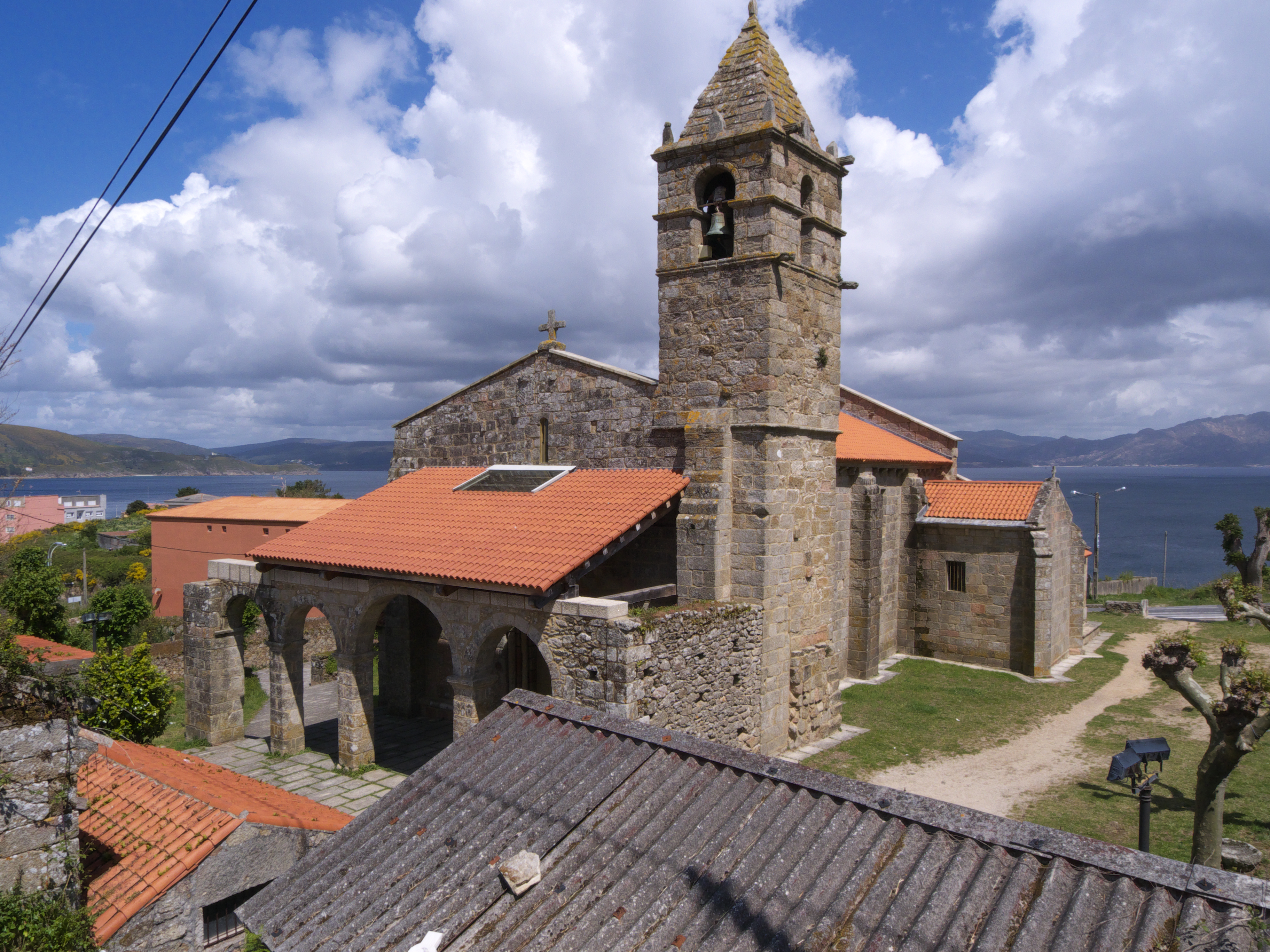
Igreja de Nossa Senhora das Areias

Finisterra (em galego e oficialmente: Fisterra, AFI: [fisˈtɛra̝]; na forma não oficial castelhana Finisterre) é um município da Espanha na província da Corunha, comunidade autónoma da Galiza. O município pertence à comarca de Fisterra, tem 29,4 km² de área e em 2021 a sua população era de 4 714 habitantes (densidade: 160,3 hab./km²).
O seu nome deriva da expressão latina finis terrae, isto é  "fim da terra". O cabo Finisterra, que se estende a sul-sudoeste da vila, situada cerca de 100 km a oeste de Santiago de Compostela, é considerado por muitos o verdadeiro fim do Caminho de Santiago, havendo muitos peregrinos que após visitarem Santiago e a sua catedral, continuam a peregrinação até ao extremo do cabo.

## Geografia
O cabo Finisterra é popularmente tido como o ponto mais ocidental da Espanha. Diz-se que antes da viagem de Colombo, em 1492, era considerada como o ponto extremo do mundo conhecido, algo muito estranho pois tal distinção devia ser antes atribuída ao cabo Touriñán, também na Galiza, e mais ainda ao cabo da Roca, já em território português, verdadeiramente o ponto mais ocidental da Europa continental, facto que é referido no Canto III de “Os Lusíadas”.

### Demografia
| 1991  | 1996  | 2001  | 2004  | 2007  | 2021  |
| 5 477 | 5 397 | 5 132 | 5 093 | 4 971 | 4 714 |
|       | 1,5%  | 4,9%  | 0,8%  | 2,4%  | 5,2%  |

## Monumentos
- Castelo de São Carlos — fortificação defensiva mandada construir durante o reinado de Carlos III de Espanha para defender a costa dos ataques de navios inimigos. Em 1892 foi vendido pelo Estado e adquirido em hasta pública por Plácido Castro Rivas, um industrial importante da comarca e natural da vila. Anos mais tarde, o seu filho Plácido Castro del Río, doou o castelo à vila para que fosse convertido no Museu da Pesca, o qual foi inaugurado em 2006. Neste museu mostra-se a evolução das embarcações e aparelhos de pesca através dos tempos, os costumes das gentes marinheiras e os naufrágios que ocorreram na costa local.
- Igreja de Nossa Senhora das Areias (Nosa Señora das Areas) — construída em finais do século XII, sofreu várias modificações e ampliações durante vários séculos. Devido a este historial, nela se encontram os estilos românico, gótico e barroco, que correspondem a distintas intervenções arquitetónicas de que foi objeto. É nesta igreja que se encontra a imagem do Santo Cristo de Finisterra — o "Cristo da Barba Dourada" — diante do qual se prostravam e prostram os milhares de peregrinos que chegam a Finisterra para finalizar o Caminho de Santiago, depois de terem visitado o túmulo do apóstolo em Santiago de Compostela. Segundo a tradição, ali devem queimar as roupas, tomar banho no mar e voltar aos seus lugares de origem como "homens novos", depois da peregrinação. A festa do Santo Cristo é celebrada no domingo de Ressurreição; foi declarada de interesse turístico.
- Capela do Bom Sucesso (gl: Capela do Bo Suceso; es: Capilla del Buensuceso) — edificação do século XVIII situada no centro urbano, é de estilo barroco e dedicada à Virgem do Bom Sucesso.
- Farol de Finisterra — é o farol mais importante da Costa da Morte, pois com a sua luz guias os barcos que navegam nestas águas perigosas durante os temporais e através dos baixios e recifes que ali existem que podem causar naufrágios pelos quais a região é conhecida. O edifício atual é de 1868 e é o lugar mais visitado da Galiza a seguir à Catedral de Santiago de Compostela.
- Monumento ao Emigrante — recorda os milhares de emigrantes de Finisterra e da Galiza que se viram forçados a deixar a sua terra em busca de um futuro melhor. De forma especial, é dedicado aos emigrantes na Argentina e nos países da América, bem como aos que se encontram noutros lugares do mundo, e aos seus descendentes. O monumento é da autoria do escultor Agustín de la Herrán Matorras, foi erigido por iniciativa do alcaide José Fernando Carrillo Ugarte e inaugurado em 1993.
- Cemitério do Fim da Terra — obra da autoria do arquiteto César Portela que apesar de inacabada recebeu vários prémios de arquitetura.
- Lota Turística (Lonja Turística) — obra dos arquitetos Juan Creus e Covadonga Carrasco. É o mercado onde decorrem os leilões do peixe que chega do mar e que permite que os visitantes possam presenciar como se realiza esta primeira venda e além disso conhecer as espécies mais importantes capturadas pelos barcos de pesca costeira do porto de Finisterra. Estes peixes e mariscos podem ser apreciados nos numerosos restaurantes que existem na vila e que constituem a principal oferta turística gastronómica. No interior da lota há uma exposição sobre a pesca.

## Praias

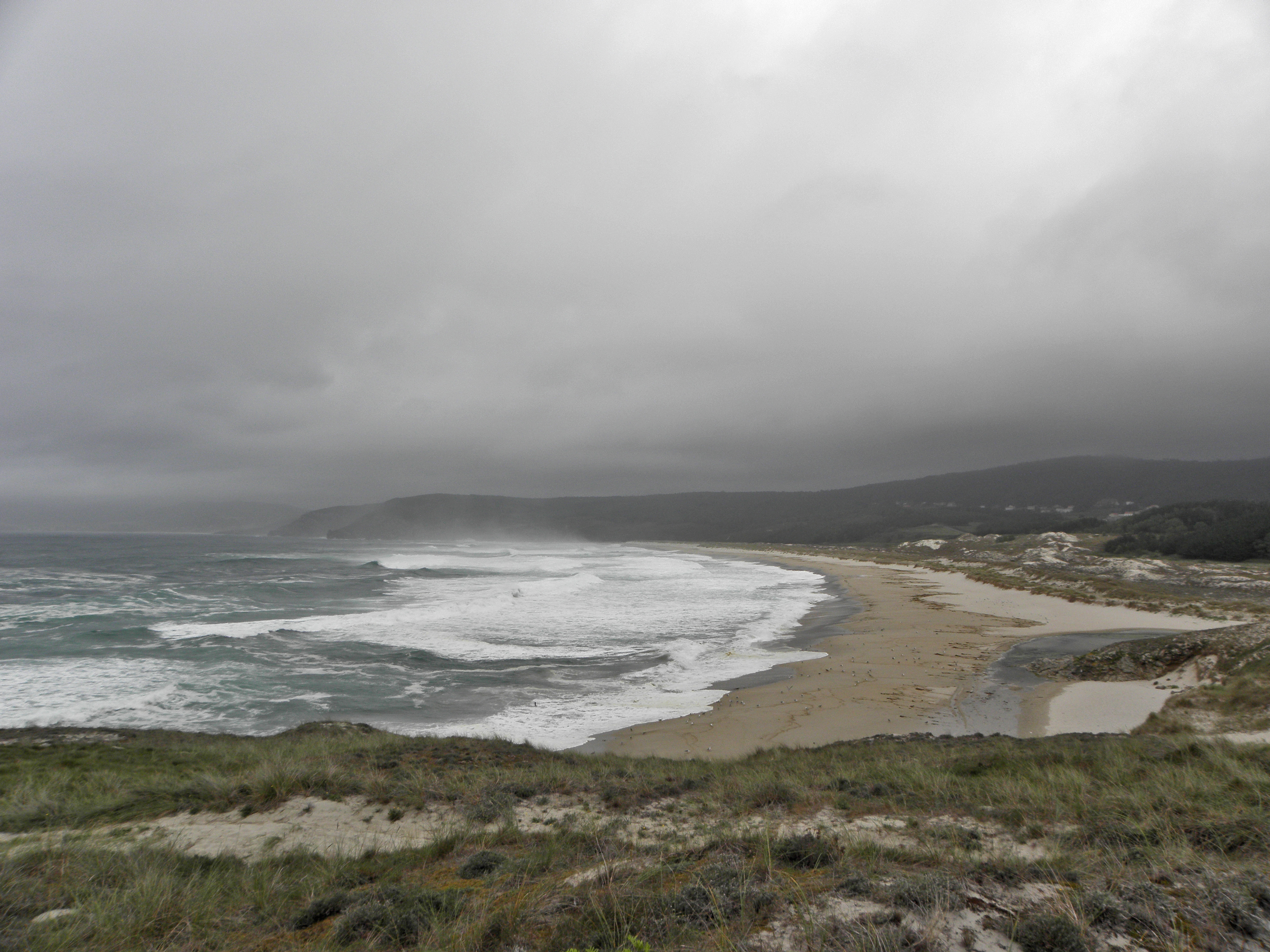
Praia de Rostro

Encontrando-se o município num cabo, está rodeado de mar e de praias, algumas de mar aberto e de forte ondulação (apropriadas para a prática de surfe), e outras, abrigadas pelo cabo, de águas tranquilas e cristalinas. Na generalidade, todas são estupendas para a prática de desportos náuticos como a natação, pesca desportiva, mergulho e vela ligeira.
- Praia de Langosteira — com quase três quilómetros de extensão, é a praia mais turística do município e a mais visitada da Costa da Morte. É frequente receber bandeira azul e dispõe de vários serviços, passeio marítimo, acessos para deficientes motores, etc. É um local de grande riqueza natural e marisqueira (nomeadamente pelo lingueirão ou navalha), e umas vistas estupendas para a vila e a sua costa.
- Praia de Talón — é uma praia de grande beleza, de águas cristalinas e tranquilas, de onde os peregrinos avistam pela primeiras vez o cabo Finisterra. É a vista mais famosa da vila.
- Praia de Corveiro — encravada na localidades, aos pés da Igreja de Nossa Senhora das Areias, é popular sobretudo entre os amantes de mergulho.
- Praia da Ribeira — situada em pleno centro histórico, ao lado do porto e do Castelo de São Carlos. É uma praia de grande beleza, antigo porto natural da vila, frequentada e usada por grande parte da população de Finisterra.
- Praia de Sardiñeiro — situa-se na localidade do mesmo nome, situado a norte do município.
- Praia de Mar de Fóra — uma das mais belas da Costa da Morte, é a mais importante das praias em mar aberto, muito perigosa e agreste; ali se registaram muitos mortos ao longo da história. Recentemente as suas dunas foram protegidas e um passeio marítimo melhorou os acessos. As vistas do cabo da Nave (ponto mais ocidental de Espanha) e da mística ilha do Centolo fazem dela um local de visita quase obrigatório.
- Praia de Arnela — pequena praia encravada na costa, onde em dezembro de 1987 se deu o naufrágio do Cason. É uma praia perigosa, mas de grande beleza, com acessos melhorados no ano 2002.
- Praia de Rostro — a maior do município, com cerca de três quilómetros de extensão, é também a mais perigosa e uma das mais belas.

## Festividades

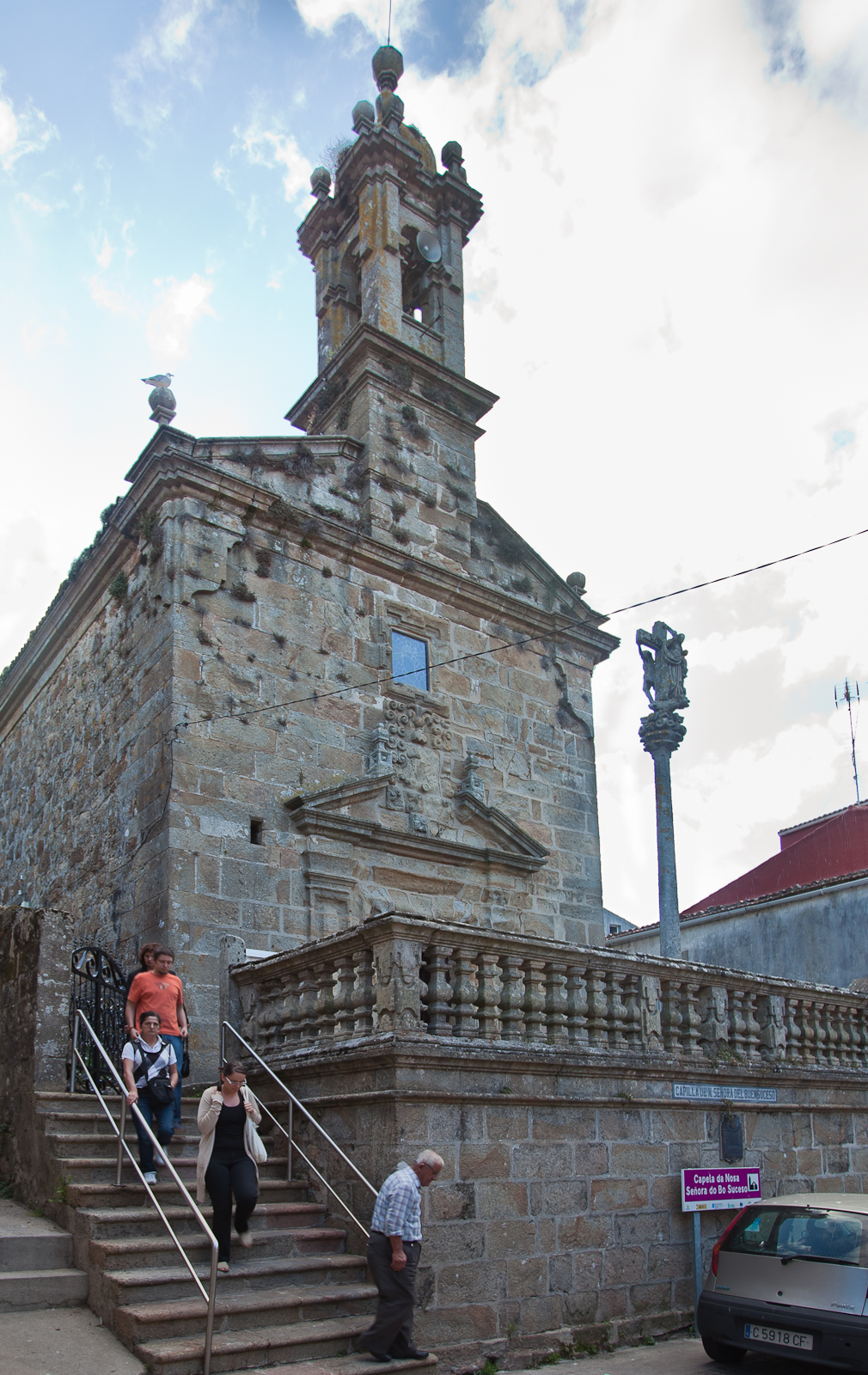
Capela da Nosa Señora do Bo Sucesso

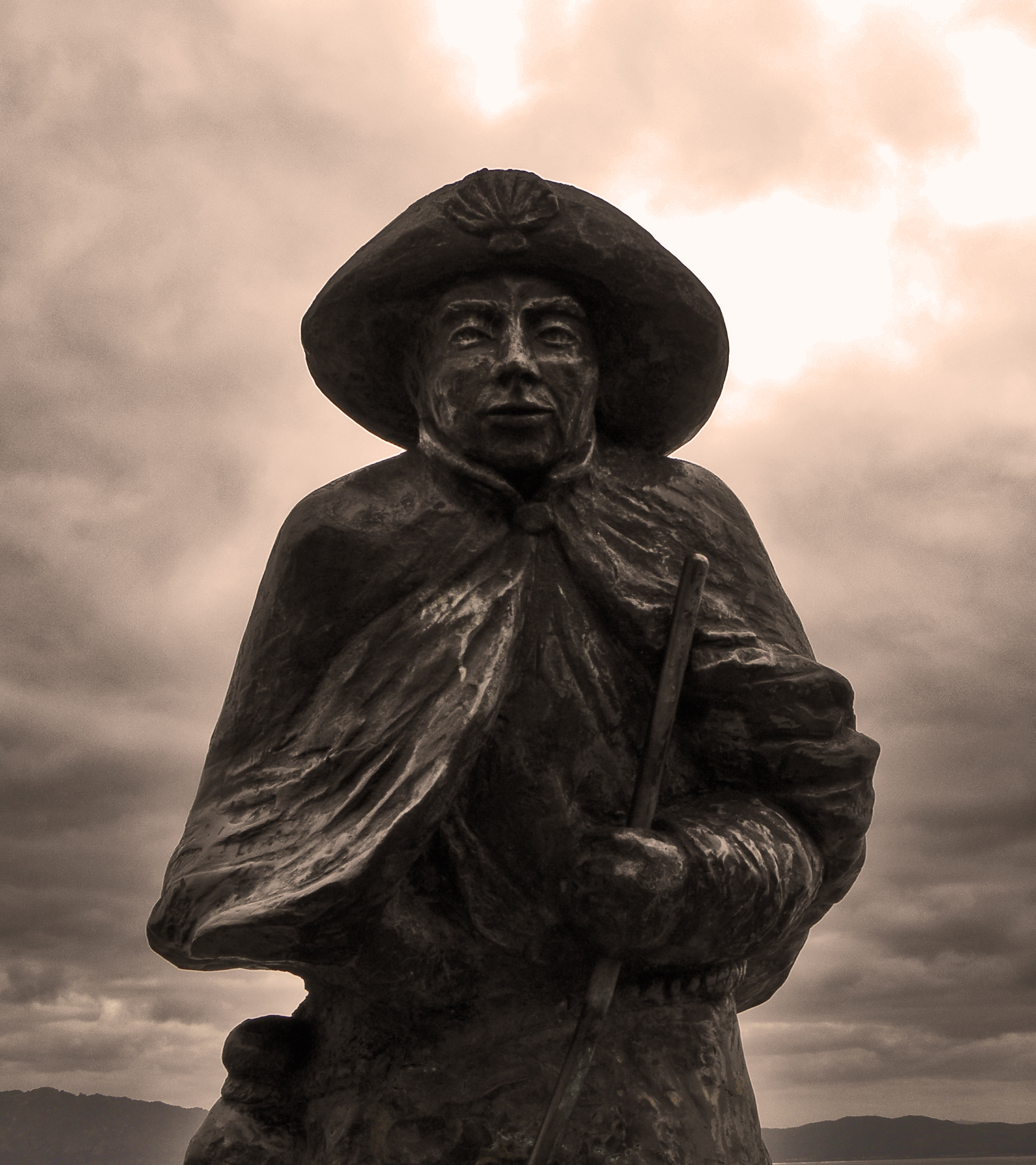
Monumento ao peregrino de Santiago, à beira do mar e da estrada entre a vila e o farol do cabo Finisterra

- Entroido de Fisterra (Entrudo de Finisterra) — apontado por alguns como um dos carnavais mais importantes da Galiza e como o mais importante da da Costa da Morte, é celebrado desde o princípio do século XX. Carateriza-se pelas comparsas que, além de cantarem as canções tradicionais do Entrudo, interpretam elaboradas paródias teatrais que demonstram o espírito festivo e jocoso dos finisterranos. é usual os textos representados serem muito grosseiros e desrespeitosos em relação à política municipal e estatal, o que faz parte da graça das festas.
- Semana Santa / Festas do Cristo — dita a festa maior de Finisterra e a Semana Santa mais importante da Galiza, juntamente com as de Ferrol e Viveiro, já que as três estão classificadas como de Interesse Turístico Nacional. Carateriza-se pelo facto da maior parte dos atos serem representados pelos próprios finisterranos de carne e osso, seguindo textos de origem imemorial, alguns da Idade Média. O atos mais importantes são a representação da Última Ceia e da Oração na Horta (na noite de Quinta-Feira Santa) nas imediações da Igreja de Nossa Senhora das Areias; a procissão da Via Crucis e o Encontro de Sexta-Feira Santa nas ruas da vila; a procissão do Santo Enterro (na noite de sexta-feira), de grande dimensão e com muitas imagens e personagens de carne e osso; e sobretudo a representação da Ressurreição de Cristo (no Domingo de Ressurreição), um exemplo medieval de auto religioso cujo texto se manteve quase invariável desde o século XV ou talvez antes. As festividades atraem todos os anos dezenas de milhares de visitantes, interessados no valor cultural e religioso dos eventos.
- Festa da praia — realiza-se na Praia de Langosteira no último fim de semana de julho. Outrora era um momento de reunião familiar; os finisterranos iam comer na praia e ali era celebrada uma missa. Desde há alguns anos, várias associações culturais, como a Costa da Vida ou Son do Ar organizam-na com gente jovem em mente, com atividades de outro tipo, como discotecas móveis, barracas de comida rápida, etc.
- Festa do Lingueirão (Longueirón) — organizada desde os anos 1980, esta festa gastronómica tornou-se uma das mais importantes da Galiza. Tem como objetivo promover a joia da gastronomia do município, o lingueirão de Finisterra, que é apanhado nas praias do "fim do mundo". Em várias barracas situadas nos arredores da praia da Ribeira podem provar-se diversas especialidades à base do apreciado molusco. A mais popular é o lingueirão na grelha (longueirón a la plancha), com limão e um esguicho de vinho branco. Ocorre no primeiro fim de semana de agosto.
- Festa Folk... na Fin do Camiño — organizada desde os anos 1990 pela Asociación Cultural e Xuvenial Anchoa, tem como objetivo chamar mais atenção para o facto de que Finisterra é, desde tempos imemoriais, o fim do Caminho de Santiago. Aproveitando o tempo estival do terceiro fim de semana de agosto, a música folk e a gastronomia local atraem centenas de pessoas.
- Festas da padroeira e de Nossa Senhora do Carmo (Nuestra Señora del Carmen) — realizam-se nos dias 8, 9 e 10 de setembro, embora nos últimos anos tenha havido alguma polémica sobre se deveria mudar-se para o mês de agosto para que os visitantes e os próprios finisterranos a possam desfrutar melhor. Começa no primeiro dia com a procissão e oferenda a Nossa Senhora das Areias, padroeira da vila desde que, na Idade Média, os viquingues invadiram a povoação e não conseguiram partir a cabeça à imagem, o que provocou a sua fuga e consagrou a imagem como padroeira protetora da vila. Ainda hoje a imagem conserva as gretas no pescoço. O segundo dia é o dia grande da festa, dedicado a Nossa Senhora do Carmo, cuja imagem é um conjunto escultórico de grande beleza e tamanho. O momento mais emocionante é quando a imagem, em procissão e rodeada de soldados que a guardam e pela banda militar, chega à vista do porto — as sirenes dos barcos e da lota soam, os sinos repicam, explodem foguetes e os carregadores levantam a imagem energicamente ao mesmo tempo que os aplausos se fundem com os vivas à Virgem de nativos e forasteiros. Depois celebra-se missa no porto e a procissão marítima em volta do cabo Finisterra. O terceiro dia é dedicado a São Roque, havendo um procissão em sua honra.
- Festas do Bom Sucesso (gl: Bo Suceso; es: Buen Suceso) — celebram-se na zona da capela do Bom Sucesso e em honra de Nossa Senhora do Bom Sucesso. É uma pequena festa, organizada por um grupo de jovens encarregados de levar a imagem.